# Đông Thịnh
Đông Thịnh là một phường thuộc thành phố Thanh Hóa, tỉnh Thanh Hóa, Việt Nam.

## Địa lý
Phường Đông Thịnh nằm ở phía tây thành phố Thanh Hóa, có vị trí địa lý:
- Phía đông giáp phường Đông Tân
- Phía tây giáp các xã Đông Minh, Đông Yên
- Phía nam giáp các xã Đông Văn, Đông Yên
- Phía bắc giáp phường Rừng Thông và xã Đông Khê.

Phường Đông Thịnh có diện tích tự nhiên 4,38 km², quy mô dân số năm 2023 là 7.630 người, mật độ dân số đạt 1.742 người/km². Dân cư sinh sống tại Đông Thịnh chủ yếu là người Kinh.

## Lịch sử
Đầu thế kỷ 19, dưới thời vua Gia Long, địa bàn phường Đông Thịnh lúc đó gồm phần lớn xã Doãn Xá (các thôn Cửa Bụt, Ngọc Lậu, Đà Ninh) và các sở Tĩnh Gia, Mai Xuyên, thuộc huyện Đông Sơn. Xã Doãn Xá (尹舍) lúc này gồm các thôn Cửa Bụt, Ngọc Lậu, Đà Ninh cùng với thôn Nhuệ Thám (từ 2015 là khu phố Nhuệ Sâm, thị trấn Rừng Thông), thôn Mộc Nhuận (từ năm 1948 thuộc xã Đông Yên).
Trước đó, làng Doãn Xá được lập nên từ năm 1322 là đất phong hầu của Doãn Bang Hiến, thượng thư Bộ Hình thời Trần Minh Tông, sau chuyến đi sứ nhà Nguyên, sau là các thôn Ngọc Lậu, Đà Ninh, Đại Từ thuộc xã Đông Thịnh, thôn Nhuệ Sâm xã Đông Xuân (từ 2015 đến nay thuộc thị trấn Rừng Thông) và một phần các xã Đông Yên (làng Doãn), Đông Văn (thôn Thiều).
Năm 1824 (Minh Mệnh thứ 5), tổng Lê Nguyễn đổi thành tổng Thanh Hoa, đồng thời thôn Cửa Bụt (xã Doãn Xá) đổi thành thôn Đại Từ.
Vào cuối thế kỷ 19, tổng Thanh Hoa đổi thành tổng Tuyên Hóa. Vùng đất xã Đông Thịnh lúc đó gồm xã Mai Xuyên, sở Tĩnh Gia và các thôn Đại Từ, Ngọc Lậu, Đà Ninh thuộc xã Doãn Xá, đều thuộc tổng Tuyên Hóa.
Năm 1946, các tổng cũ của phủ Đông Sơn được chia thành 22 xã, trong đó tổng Tuyên Hóa (gồm các xã Tuyên Hóa, Thanh Oai, Viên Khê, Mai Xuyên, Doãn Xá, Phúc Khê, sở Tĩnh Gia) chuyển thành xã Tuyên Hóa.
Năm 1948, xã Tuyên Hóa đổi tên thành xã Đông Anh.
Năm 1954, xã Đông Anh chia thành ba xã Đông Anh, Đông Xuân và Đông Thịnh. 
Ngày 5 tháng 7 năm 1977, nhập 16 xã hữu ngạn sông Chu thuộc huyện Thiệu Hóa với huyện Đông Sơn thành huyện Đông Thiệu, xã Đông Thịnh thuộc huyện Đông Thiệu. Đến ngày 30 tháng 8 năm 1982, xã trở lại thuộc huyện Đông Sơn do huyện Đông Thiệu đổi tên thành.
Năm 2018, xã Đông Thịnh có 10 thôn, đánh số từ 1 đến 10. Ngày 11 tháng 7 cùng năm, Hội đồng nhân dân tỉnh Thanh Hóa khóa XVII thông qua Nghị quyết về việc sắp xếp thôn, tổ dân phố trên địa bàn tỉnh. Theo đó:
- Nhập thôn 1 và thôn 2 thành thôn Đà Ninh
- Nhập thôn 6 và thôn 7 thành thôn Ngọc Lậu 1
- Nhập thôn 9 và thôn 10 thành thôn Đoàn Kết
- Đổi tên các thôn 3, 4, 5, 8 theo thứ tự thành các thôn Đại Từ 1, Đại Từ 2, Đại Từ 3, Ngọc Lậu 2.

Sau sắp xếp, xã Đông Thịnh có 7 thôn.
Ngày 24 tháng 10 năm 2024, Ủy ban Thường vụ Quốc hội thông qua Nghị quyết số 1238/NQ-UBTVQH15 (có hiệu lực từ ngày 1 tháng 1 năm 2025). Theo đó, sáp nhập toàn bộ huyện Đông Sơn vào thành phố Thanh Hóa, đồng thời thành lập phường Đông Thịnh thuộc thành phố Thanh Hóa từ xã Đông Thịnh.

## Hành chính
Phường Đông Thịnh được chia thành 7 thôn: Đà Ninh, Đại Từ 1, Đại Từ 2, Đại Từ 3, Đoàn Kết, Ngọc Lậu 1, Ngọc Lậu 2.

## Xã hội

### Giáo dục
Phường Đông Thịnh có 1 trường tiểu học và 1 trường trung học cơ sở.

## Văn hóa

### Di tích lịch sử
- Phố Ngọc Lậu có đền thờ Trần Hưng Đạo[20].
- Phố Đà Ninh có đền và bia quan Quận (thời Lê)[20].
- Bia mộ quan thừa sử Phan Sỹ Đạo có công lập làng thời Lê Trung Hưng[20].
- Kênh Nhà Lê: là tuyến đường thủy đầu tiên trong lịch sử Việt Nam từ kinh đô Hoa Lư đến Đèo Ngang và được xem là tuyến đường Hồ Chí Minh trên sông vì những đóng góp cho các cuộc chiến tranh của người Việt.

## Giao thông
Đây là địa phương có tuyến Đường cao tốc Mai Sơn – Quốc lộ 45 đi qua đang được xây dựng.